# العجاجة
العجاجة هي إحدى القرى الموجودة في المملكة العربية السعودية التابعة لمنطقة حائل والتي تقع في الجهة الجنوبية منها على بعد 220 كلم. تقع العجاجة على ضفاف وادي الرمة من الجهة الجنوبية من الوادي، ويحيط بها سلسلة من الجبال من الشرق جبل عجاجان ومن الغرب جبل ابورية ومن الشمال جبل مشقق، ويحدها من الجنوب شعيب الغريض.